# Spechbach-le-Bas
Spechbach-le-Bas is een plaats en voormalige gemeente in het Franse departement Haut-Rhin in de regio Grand Est. De plaats maakt deel uit van het arrondissement Altkirch. Op 1 januari 2016 fuseerde de toenmalige gemeente met het aangrenzende Spechbach-le-Haut tot de commune nouvelle Spechbach.

## Geografie
De oppervlakte van Spechbach-le-Bas bedraagt 4,1 km², de bevolkingsdichtheid is 181,7 inwoners per km².
De onderstaande kaart toont de ligging van Spechbach-le-Bas met de belangrijkste infrastructuur en aangrenzende gemeenten.

## Demografie
Onderstaande figuur toont het verloop van het inwonertal (bron: INSEE-tellingen).